# Almirante Ackbar
Almirante de Frota Gial Ackbar é um personagem fictício da franquia Star Wars . Membro da espécie anfíbia Mon Calamari, Ackbar foi o principal comandante militar da Aliança Rebelde e liderou o ataque contra a segunda Estrela da Morte em O Retorno de Jedi (1983), a última parte da trilogia Star Wars original. Ackbar desempenha um papel importante no filme, pois sem seu gênio tático, a Aliança Rebelde teria sido destruída. Embora seu tempo no filme tenha sido breve, Ackbar se tornou um personagem proeminente em outras mídias de Star Wars, incluindo romances, quadrinhos, videogames e programas de televisão, e mais tarde fez aparições na sequência de filmes da trilogia Star Wars: O Despertar Da Força (2015 ) e Star Wars: Os Ultimos Jedi (2017), e a série de televisão The Clone Wars .

## Biografia do personagem
A história de Ackbar não foi explicada em Return of the Jedi, mas foi estabelecida nos livros de Star Wars e outras mídias desde que o filme foi lançado. Ele é do planeta Mon Cala, [11] um mundo quase totalmente coberto por água, onde sua espécie construiu gigantescas cidades flutuantes. Ackbar é o líder de sua cidade natal, Coral Depths City, quando as forças do Império Galáctico invadem e quase destroem o planeta. Apesar das tentativas dos Mon Calamari de fazer a paz, as forças imperiais destruíram várias de suas cidades, roubaram sua tecnologia e escravizaram sua população.   Ackbar é um dos primeiros a ser escravizado e se torna um intérprete e servo pessoal de Grand Moff Tarkin, um antagonista secundário do primeiro filme de Guerra nas Estrelas. Durante este tempo, Ackbar aprende muito sobre o Império e táticas militares em geral, bem como sobre a Aliança Rebelde e a Estrela da Morte, uma super arma do tamanho da lua que Tarkin está desenvolvendo na época. Ackbar faz anotações detalhadas sobre o que observou com a esperança de eventualmente escapar de volta para seu povo e usar as informações contra o Império.

### Retorno dos Jedi
O almirante Ackbar foi o primeiro personagem não humano mostrado em uma posição de liderança nos filmes Star Wars. Em Return of the Jedi, quando os espiões rebeldes descobrem planos para uma segunda Estrela da Morte parcialmente construída, Ackbar e Mon Mothma planejam um ataque surpresa à estação de batalha enquanto ela orbita a lua da floresta de Endor . O ataque, conhecido como Batalha de Endor, envolve o General Han Solo liderando uma equipe de ataque na superfície da lua para destruir o gerador de escudo de energia da Estrela da Morte, enquanto Ackbar e o General Lando Calrissian lideram uma batalha contra a própria estação. Ackbar lidera pessoalmente o ataque de sua nau capitânia, o cruzador Mon Calamari Lar 1 .   O ataque não saiu como planejado, entretanto, porque o Imperador Palpatine estava esperando o ataque e, de fato, permitiu que os planos da Estrela da Morte caíssem nas mãos dos rebeldes. Por ordem de Palpatine, as forças imperiais lançam um contra-ataque massivo contra a frota rebelde com caças estelares TIE e naves capitais Star Destroyer que leva Ackbar a perceber que a frota está indo para uma armadilha.   Ele inicialmente pede uma retirada tática, mas Calrissian o convence a seguir em frente com o ataque e dar à equipe de Solo mais tempo para destruir o escudo de energia. As forças rebeldes sofrem pesadas baixas, mas finalmente conseguem destruir a segunda Estrela da Morte e derrotar o Império.

### As Guerras Clônicas

Uma versão animada de Ackbar em Star Wars: The Clone Wars, que se passa cerca de 20 anos antes dos eventos do primeiro filme Star Wars.

Ackbar apareceu nos três primeiros episódios da quarta temporada da série de animação Star Wars: The Clone Wars, que se passa cerca de 20 anos antes dos eventos do primeiro filme Star Wars. No show, Ackbar é o principal conselheiro do rei Mon Cala, Yos Kolina, e capitão da guarda real Mon Calamari, onde ele aprimora as habilidades que mais tarde o servirão como almirante.  A frágil paz entre as duas espécies principais de Mon Cala, os Calamari e os Quarren, é interrompida depois que o Rei Kolina é assassinado por Riff Tamson, um agente da Confederação de Sistemas Independentes, também conhecido como Separatistas, um dos principais antagonistas da série . Tentando desencadear uma guerra civil no planeta, os Separatistas usam os insurgentes Quarren para obstruir a sucessão de Mon Cala Prince Lee-Char ao trono, e Ackbar tenta proteger Lee-Char e reunir o povo Mon Calamari enquanto a batalha pelo planeta começa.   A batalha está perdida, apesar da ajuda dos Jedi Ahsoka Tano, Anakin Skywalker e Kit Fisto . Ackbar é capturado, deixando Ahsoka e Lee-Char para se defenderem sozinhos.  No entanto, depois de saber que Tamson planeja se instalar como o novo rei, os Quarren trai os Separatistas na cerimônia de execução pública de Lee-Char. Posteriormente, Ackbar é libertado e ajuda a liderar um contra-ataque para retomar o planeta. Tamson é morto por Lee-Char, que é coroado o novo rei.

### Trilogia de sequências

Ackbar como ele apareceu em Star Wars:O Despertar da Força (2015), que foi lançado 32 anos após Return of the Jedi.

O almirante Ackbar apareceu nos dois primeiros filmes da trilogia de sequencias Star Wars, que foram distribuídos pela Walt Disney Studios Motion Pictures depois que a Walt Disney Company adquiriu a Lucasfilm em 2012. Seu personagem se aposentou do serviço militar antes dos acontecimentos dos filmes, mas Leia Organa o convence a sair da aposentadoria para lutar contra a Primeira Ordem, uma ditadura militar que se formou a partir dos resquícios do Império original. Ele recupera seu posto anterior de almirante e serve como um dos líderes da Resistência, uma organização paramilitar liderada por Leia, que agora é um general. Ackbar está no comando da frota da Resistência, com o cruzador Mon Calamari Raddus como sua nau capitânia. Ackbar é amplamente respeitado pelo pessoal da Resistência como um dos poucos comandantes vivos que enfrentou o Império durante o auge de seu poder.  No primeiro filme, Star Wars:O Despertar Da Força (2015), Ackbar aparece na sede da Resistência e ajuda a desenvolver o plano para destruir a nova super arma da Primeira Ordem, a Base Starkiller . Mais tarde, ele monitora o ataque bem-sucedido contra a arma ao lado de Leia da base da Resistência no planeta D'Qar .
No segundo filme da trilogia, Star Wars: Os Ultimos Jedi (2017), Ackbar lidera a Resistência enquanto eles evacuam sua base em D'Qar e ordena que as naves pulem para o hiperespaço para escapar da Primeira Ordem. A frota da Primeira Ordem persegue a Resistência, enviando Kylo Ren e outros caças TIE atrás do Raddus, no qual Ackbar e outros líderes seniores da Resistência estão a bordo. As naves da Primeira Ordem abrem fogo na ponte principal do Raddus, causando uma enorme explosão e levando todos os ocupantes para o vácuo do espaço. Ackbar é morto, junto com todos os outros na ponte, exceto Leia, que é salva pelo uso da Força . Embora Ackbar não tivesse falas de diálogo durante sua cena de morte no filme, a adaptação de quadrinhos de O Último Jedi revelou que suas últimas palavras foram: "Torpedos entrando. Foi uma honra servir com todos vocês. " Whitta, que escreveu a adaptação da história em quadrinhos, disse que ficou triste por Ackbar morrer tão rapidamente no filme, então ele queria dar a ele "um pouco de tempo antes de morrer".

#### Cânone oficial
Um Mon Calamari chamado Aftab Ackbar, filho do almirante Ackbar, foi criado para aparecer como um personagem secundário em Star Wars: The Rise of Skywalker (2019), o último filme da trilogia sequencial. Ele foi criado como resultado de conversas iniciais entre os co-escritores de The Rise of Skywalker , JJ Abrams e Chris Terrio, que forneceram a voz para o personagem. Terrio era fã do almirante Ackbar e disse que "ficou um pouco de luto" quando o personagem foi morto.  Aftab é um coronel com a resistência em The Rise of Skywalker,   Ele aparece em várias cenas, incluindo uma reunião da Resistência para discutir a ressurreição do Imperador Palpatine, e a batalha espacial final sobre Exegol, durante o qual ele pilota um caça estelar B-wing.